# Moritz Bäckerling
Moritz Bäckerling (* 17. Oktober 1999 in Unna) ist ein deutscher Schauspieler.

## Leben
Moritz Bäckerling wohnt in Dortmund und spricht neben Deutsch noch fließend Englisch und besitzt Grundkenntnisse in Italienisch und Latein.

### Karriere
Moritz Bäckerling machte im Jahr 2018 sein Abitur. Er hat als Kind gemodelt und fand über diese Arbeit zu seiner ersten Schauspielagentur, seitdem ist er als Schauspieler in Film und Fernsehen zu sehen. Auf YouTube war er auch unter dem Namen „Abgedreht TV“ zu sehen. Nachdem er seinen ersten Fernsehauftritt im KiKa hatte, folgten verschiedene Auftritte in Film und Fernsehen. Für mehrere Staffeln war er in der deutschen Serie Spotlight auf Nickelodeon als Mo zu sehen. In der dritten Staffel der Serie war er nicht zu sehen, da er eine Hauptrolle im Kinofilm Immenhof – Das Abenteuer eines Sommers spielte.
Außerdem spielte er in der Buchverfilmung Ein Schnupfen hätte auch gereicht Donald Köster, den Sohn von Gaby Köster.
In der Hauptrolle „Guillaume“ tourte Bäckerling mit der Gaunerkomödie Céline durch die Theater Deutschlands. Neben seiner Tätigkeit als Schauspieler macht der Dortmunder auch Musik und brachte 2021 seine ersten Songs „High on Love“, „Zukunftsmusik“ und „Gut genug“ mitsamt Musikvideos heraus. Diese veröffentlicht er auf seinem YouTube-Kanal, auf dem er seit 2015 als Webvideoproduzent aktiv ist. Zusammen mit Maria Sagolla moderiert Moritz Bäckerling seit 2022 das Kindermagazin „Geolino TV“ der gleichnamigen Zeitschriftenmarke, in der unterschiedliche Themen aus Umwelt, Natur und Wissenschaft vermittelt werden.

## Filmographie (Auswahl)
- 2014–2016: Let’s Talk. Weil Meinung zählt (Talkshow)
- 2015: Durch die Wildnis – Das Abenteuer deines Lebens (Teilnehmer)
- 2015: Phoenixsee (Fernsehserie)
- 2016: Mit Bobby an meiner Seite 3 (Kurzfilm)
- 2016: Herzensbrecher – Vater von vier Söhnen (Fernsehserie)
- 2016: Schatz, nimm Du sie! (Kinospielfilm)
- 2016: Ein Schnupfen hätte auch gereicht (Fernsehspielfilm)
- 2016–2017, 2019: Spotlight (Fernsehserie, 63+ Episoden)
- 2017: Unter uns (Fernsehserie) (15 Episoden)
- 2017: Beste Schwestern (Fernsehserie)
- 2017–2018: Bettys Diagnose (Fernsehserie, zwei Episoden)
- 2017: Schatz, nimm Du sie
- 2018: Lindenstraße (Fernsehserie)
- 2018: Abikalypse – Am Ende Legenden (Kinospielfilm)
- 2018: Heldt (Fernsehserie, Episode)
- 2019: Immenhof – Das Abenteuer eines Sommers (Kinospielfilm)
- seit 2019: Merz gegen Merz (Fernsehserie)
- 2019: Im Schatten das Licht (Fernsehfilm)
- 2020: Daheim in den Bergen
  - 2020: Väter
  - 2020: Auf neuen Wegen
- 2020: Der Lehrer (Fernsehserie, eine Episode)
- 2020: Think Big! (Fernsehserie, eine Episode)
- 2020: Gott, du kannst ein Arsch sein!
- seit 2022: Frühling (Fernsehreihe)
  - 2022: Auf den Hund gekommen
  - 2022: An einem Tag im April
  - 2022: Alte Liebe, neue Liebe
  - 2022: Das erste Mal
  - 2022: Eine Handvoll Zeit
  - 2023: Kleiner Engel, kleiner Teufel
  - 2024: Die verschwundenen Eltern
- seit 2022: GEOlino TV (Geolino/Super RTL)
- 2022: Immenhof – Das große Versprechen
- 2022: SOKO Wismar – Spiel des Lebens (Fernsehserie)
- 2025: Inga Lindström: Das Flüstern der Pferde